# NoGoD
NoGoD – japoński rockowy zespół visual kei założony w 2005 roku przez wokalistę Danchou. Pierwotnie nazwany Shinko Shukyo Gakudan NoGoD, obecnie zespół używa po prostu NoGoD od czasu współpracy z wytwórnią King Records w 2010 roku.

## Historia
Zespół został założony na początku 2005 roku przez wokalistę Danchou pod nazwą
Shinko Shukyo Gakudan NoGoD (jap. 新興宗教楽団NoGoD; "Zespół Nowej Religii NoGoD"). Zadebiutowali 19 października w Akasaka L@N, w składzie: Danchou na wokalu, Aki i Kyrie na gitarze, Karin na basie i K na perkusji. 12 listopada ukazał się ich pierwszy singiel demo Kimi ni Okuru Bukiyou de Migatte na Uta (jap. 君に贈る不器用で身勝手な詩; „Samolubny i Niezręczny Wiersz Dla Ciebie”). Spędzili resztę roku 2005 i początek 2006 występując z innymi zespołami w Tokio.
W lipcu 2006 roku zespół podpisał kontrakt w Pop Art Entertainment i wydał dwa single, Akafukyō (jap. 赫布教; "Czerwony Misjonarz") i Kurofukyō (jap. 黒布教; „Czarny Misjonarz”) w następnym miesiącu. W 2007 roku gitarzysta Aki opuścił zespół i został zastąpiony przez Shinno.
W kwietniu 2008 roku ukazał się ich pierwszy album studyjny, Mugenkyō (jap. 夢幻教; "Wymarzone Nauczanie"). W lutym 2009 ukazał się ich drugi album Gokusaishiki (jap. 極彩色; „Bogato Barwione”).
9 czerwca 2010 roku, NoGoD ukazał się ich pierwszy ważniejszy singiel Kakusei (jap. カクセイ; "Przebudzenie") przez wytwórnię King Records. Utwór został wykorzystany jako ending do Futtonda Chūkyō TV.
4 sierpnia 2010, NoGoD wydali swój pierwszy ważniejszy album Kakera (jap. 欠片; "Fragmenty") w Japonii i Europie. Zespół rozpoczął trasę w celu promowania swojego albumu na Tajwanie. Zespół nagrał cover piosenki Siam Shade „1/3 no Junjou na Kanjou” dla składanki Crush! –90's V-Rock Best Hit Cover Songs–. Album został wydany 26 stycznia 2011 roku i zawiera covery zespołów visual kei, które były ważne dla sceny visual kei w latach '90.

## Członkowie

### Obecni
- Danchou (jap. 団長) – wokal
- Kyrie – gitara
- Shinno (jap. しんの) – gitara
- Karin (jap. 華凛) – gitara basowa
- K – perkusja

### Byli
- Aki (jap. アキ) – gitara

## Dyskografia

### Albumy studyjne
- Mugenkyō (jap. 夢幻教; „Wymarzone Nauczanie”) (9 kwietnia 2008)
- Gokusaishiki (jap. 極彩色; „Bogato Barwione”) (25 lutego 2009)
- Kakera (jap. 欠片; „Fragmenty”) (4 sierpnia 2010)
- Genjitsu (jap. 現実; „Rzeczywistość”) (3 sierpnia 2011)
- V (6 lutego 2013)
- Make A New World (17 września 2014)
- Renovate (30 marca 2016)

### Minialbumy
- Kanna Fukyou (jap. 神無布教; „Bezbożny Misjonarz”) (6 grudnia 2006)
- Rashinban (jap. 羅針盤; „Kompas”) (23 września 2009)
- Shikisai (jap. 四季彩) (5 marca 2014)

### Składanki
- Indies Best Selection 2005-2009 (3 marca 2010)

### Single
- Kimi ni Okuru Bukiyou de Migatte na Uta (jap. 君に贈る不器用で身勝手な詩; „Samolubny i Niezręczny Wiersz Dla Ciebie”) (12 listopada 2005)
- Sakura / Kimi wa Tsuki o Tsukamu (jap. 櫻 / 君は月を掴む; „Kwiat Wiśni / Możesz Chwycić Księżyc”) (9 kwietnia 2006)
- Akafukyō (jap. 赫布教; „Czerwony Misjonarz”) (12 lipca 2006)
- Kurofukyō (jap. 黒布教; „Czarny Misjonarz”) (30 sierpnia 2006)
- Atria (9 maja 2007)
- Ten (jap. 天; „Niebo”) (8 sierpnia 2007)
- Batsu (jap. 罰; „Kara”) (26 września 2007)
- „Ten” „Bastu” Enban (jap. 「天」「罰」円盤; „Niebiańska Kara Dysk”) (26 września 2007)
- Saikou no sekai / Shirasagi (jap. 最高の世界 / 白鷺; „Najlepszy Świat / Biała Czapla”) (16 lutego 2008)
- Yume no tsuzuki (jap. 夢の続き; „Trwające Sny”) (13 lipca 2008)
- Midori no kaze (jap. 碧の風-ミドリノカゼ-; „Zielony Wiatr”) (8 października 2008)
- Ao no daichi (jap. 碧の大地-アヲノダイチ-; „Niebieska Ziemia) (5 listopada 2008)
- Mr.HEAVEN (25 lipca 2009)
- Kakusei (jap. カクセイ; „Przebudzenie”) (9 czerwca 2010)
- Raise a Flag (6 kwietnia 2011)
- Kamikaze (jap. 神風; „Boski Wiatr”) (6 lipca 2011)
- LOVE? (19 lutego 2012)
- HIGH! (2 listopada 2015)

### DVD
- Daisakkai (jap. 大殺界; „Wielka Nieprzychylna Karma”) (20 czerwca 2006)